# 郭曉玲
郭曉玲（1978年—），是台灣企業家郭台銘與元配林淑如的女兒。。

## 生平
畢業於加利福尼亞大學柏克萊分校。曾任職於花旗銀行。曾擔任永齡教育慈善基金會的董事長一職，時常興辦與出席文藝與教育的慈善活動。
郭曉玲2009年傳出在美國生下長子，2013年郭台銘親述在美國的女兒再誕下次子。